# Am Plan 15 (Friesen)

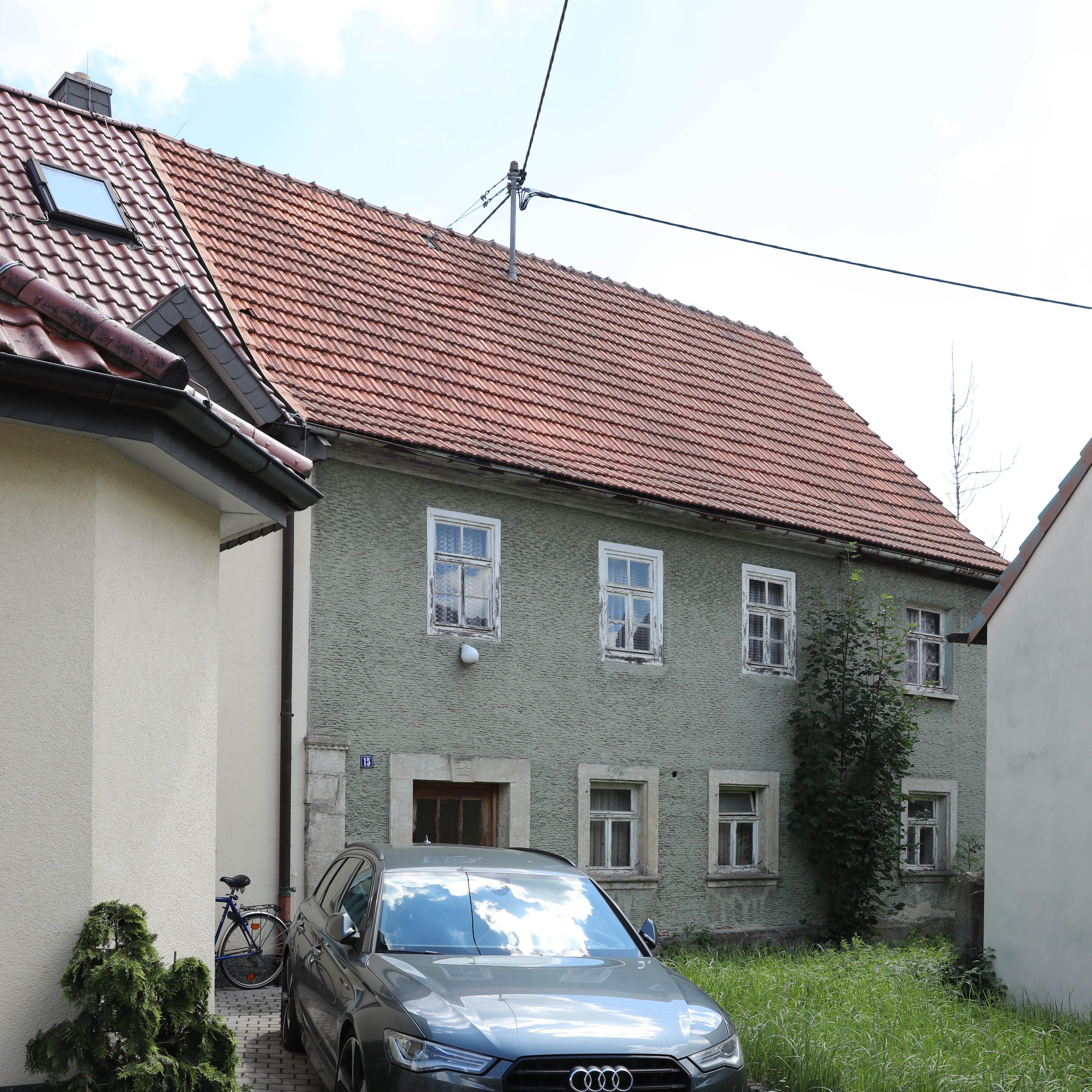
Das Gebäude im Jahr 2020

Das Gebäude Am Plan 15 ist ein Wohnhaus in Friesen, einem Gemeindeteil der oberfränkischen Kreisstadt Kronach, das als Baudenkmal in die Bayerische Denkmalliste eingetragen ist.
Der zweigeschossige Satteldachbau mit massivem Erdgeschoss und verputztem Fachwerk-Obergeschoss wurde spätestens im frühen 18. Jahrhundert errichtet. Im Jahr 1718 erwarb der jüdische Händler Matthes Abraham das Gebäude, das sich daraufhin 150 Jahre lang in jüdischem Besitz befand. Um 1820 erwarb die wohlhabende Familie Mosbacher das Anwesen; der mit „Z M 1820“ bezeichnete Sturz der Eingangstür zeugt von Umbauten, die der neue Eigentümer Zacharias Mosbacher an dem Gebäude vornehmen ließ. Nach dem Wegfall der Wohnortbeschränkungen für Juden in den 1860er Jahren verließ die Familie Mosbacher Friesen. Seit den 1990er Jahren ist das Anwesen, das sich in Privatbesitz befindet, nicht mehr bewohnt.
In einem nur von außen zugänglichen Keller des Gebäudes befindet sich eine wahrscheinlich von Besitzer Matthes Abraham im frühen 18. Jahrhundert für den Privatgebrauch eingerichtete Mikwe, ein rituelles jüdisches Tauchbad. Nachdem unbeheizte Kellertauchbäder 1828 mit dem Ritualbaderlass der Bayerischen Regierung untersagt worden waren, wurde die Mikwe aufgegeben und zugeschüttet. Im Jahr 2021 wurde sie wieder freigelegt und anlässlich des Tags des offenen Denkmals 2021 ein 3D-Scan der Lokalität erstellt, sodass der normalerweise für die Öffentlichkeit nicht zugängliche Keller mit der Mikwe im Rahmen eines virtuellen Rundgangs besichtigt werden kann.